# Gegi
Gegi (albanski: gegët) su jedna od dvije glavne grane Albanaca, naseljeni sjeverno od rijeke Shkumbin u Albaniji (593.000), te u susjednim predjelima Makedonije (392.000). Najveća grupa Gega naseljena je na Kosovu (1,755.000) a ima ih i u Bugarskoj (2900), Sloveniji (3600), Sjedinjenim Državama (119.000) i Hrvatskoj (15.000). Gegi se služe vlastitim dijalektom.  Po vjeri su najviše muslimani-suniti ali ima i kršćana, osobito u Sjedinjenim Državama i Bugarskoj.
Za razliku od Toska južno od rijeke Shkumbin, među Gegima se održao plemenski život sve do pojave komunizma četrdesetih godina 20. stoljeća.  Ova plemena bavila su se stočarstvom, osobito ovčarstvom, a živjeli su u proširenim obiteljima poznatim kao 'fis'. Ove obitelji, najviše zbog zaštite, živjele su u utvrđenim građevinama poznatim kao 'kula', one su umjesto prozora imale na sebi malene otvore, koji su mogle poslužiti kao puškarnice i špijunke za izviđanje terena. 
Život Albanaca drastično se mijenja pojavom komunizma.  Albanija se 1967. proglašava prvom ateističkom državom na svijetu, zatvorivši svoje granice prema van. Narod živi siromašno i napredak države stagnira. 
Kod Gega se do suvremenih vremena održao običaj krvne osvete i zadane riječi 'besa'. Riječ zadana besom ne smije se prekršiti, ona je pitanje časti, a njenim kršenjem izgubio bi se ugled, a u nekim slučajevima i život. 
Pleme je kod Gega autonomno sa svojim vlastitim zakonom poznatim kao Kanuni i Lekë Dukagjinit (Zakonik Leke Dukađinija; sakupio i kodificirao Sthjefen Konstantin Gjeqovi u Skadru 1933.; dosta ga je proučavao Suroja Pupovci, a radili su i Baltazar Bogišić, Gjergj Fishta i Pashk Bardit) i, koji se poštiva među Gegima od 15. do 20 stoljeća. Ovim zakonom regulirani su svi njihovi običaji po kojima žive.
Albanci u planinskim područjima sjeverne Albanije bili su organizirani po plemenima i konfederacijama. Najpoznatiji su Malësi (planinci) s plemenima Gruda, Hoti, Kastrati, Pulati, Shoshi (Šoši), Dušmani, Gemali, Šlaku, Puka, Skreli (Škrelji), Shalla (Šalje), Boga, Tachi (Tači), Koplik, Klimenti (Kelmendi).
Savez Mirditë obuhvaćao je 5 katoličkih klanova ili plemena: Dibri, Fandi, Kušneni (Kushneni), Oroši (Oroshi) i Spaši (Spashi) čije su vođe bili iz obitelji Markut, čiji je predak bio Gjergj Kastriota Skënderbeg (1403. – 1468.), koji se proslavio u 15. stoljeću u borbi protiv Osmanlija. 
Arbanasi na Kosovu bili su podijeljeni na plemena: Beriše, Bitući, Gaši, Hasi, Krasnići, Ljuma, Nikaj, Merturi, Tropoja i Rugovo.  

## Vanjske poveznice
Gheg Albanians